# Liberaal Democratische Partij
Die Liberaal Democratische Partij (deutsch Liberaldemokratische Partei, Abkürzung: LibDem) ist eine linksliberale Kleinpartei in den Niederlanden.

## Geschichte
Die Parteigründung steht im Zusammenhang mit dem am 12. September 2006 veröffentlichten Manifest voor een vrije Samenleving (Manifest für ein freies Zusammenleben), das anlässlich des Endes des zweiten Balkenende-Kabinetts und der Unzufriedenheit über die Regierungspolitik entstanden war. Es wurde von 80 Personen unterzeichnet, aus denen sich bereits zwei Wochen zuvor am 25. August der Gründungskreis der Partei gespeist hatte. Bei einem am 7. Oktober abgehaltenen Parteikongress wurde die Teilnahme an den Parlamentswahlen von 2006 beschlossen; allerdings blieb nur noch bis zum 10. Oktober Zeit in allen 19 Wahlkreisen jeweils mindestens 30 Unterstützerunterschriften zu sammeln, um möglichst landesweit antreten zu können. Für 16 der 19 Wahlkreise gelang dies, sodass das Ziel annähernd erreicht werden konnte. Bei der Wahl war die Partei jedoch chancenlos gegenüber der liberalen Konkurrenz, der traditionsreichen rechtsliberalen VVD und den linksliberalen Democraten 66, mit 2.276 Stimmen (0,0 %) wurde der Partei der Einzug ins Parlament verwehrt. Im Gegensatz zu anderen gescheiterten neuen Parteien blieb die LibDem jedoch auch nach der Wahl weiterhin aktiv. Bei der Europawahl 2009 erreichte sie mit 10.837 Stimmen einen Anteil von 0,2 %. Während sie 2010 auf eine Teilnahme an den Wahlen zur Zweiten Kammer verzichtete, stellte sie für die vorgezogenen Neuwahlen im September 2012 wiederum eine Liste auf, erzielte aber mit 2.126 Stimmen nur ein ähnlich bescheidenes Ergebnis wie 2006.

## Parteiprogramm
In ihrem Wahlprogramm betonte die Partei ihren Charakter als sozialliberale Partei in der Weise, als dass Privatisierungen nur dann als sinnvoll erachtet werden, wenn Verbraucher eine Wahl zwischen verschiedenen Anbietern haben. Die Bahninfrastruktur, Energie-, Wasser- und Gasversorgung sowie der internationale Flughafen Schiphol sollten in staatlicher Hand bleiben. LibDem hielt die Fokussierung auf eine Wissensgesellschaft für falsch, die Fertigungsindustrie sollte ihrer Ansicht nach nicht vernachlässigt werden. Die Förderung alternativer Energien sollte gestärkt, die Nutzung der Kernenergie jedoch nicht grundsätzlich eingestellt werden.
LibDem sprach sich dafür aus, die Europäische Union in ihrem zur Zeit der Wahl von 2006 bestehenden Aufbau zu belassen, d. h. weder einen europäischen Superstaat noch ein föderales Europa anzustreben. Der Beitritt der Türkei wurde seitens LibDem nicht kategorisch ausgeschlossen, doch seien hierfür erst die EU-Standards zu erfüllen.

## Wahlergebnisse
| Jahr | Wahl                | Stimmen | Anteil | Sitze |
| ---- | ------------------- | ------- | ------ | ----- |
| 2006 | Parlamentswahl 2006 | 2.276   | 0,0 %  | 0/150 |
| 2012 | Parlamentswahl 2012 | 2.126   | 0,0 %  | 0/150 |